# چاغان‌اور (خوفسگول)
شهرستان چاغان‌اُور (به زبان مغولی: Цагаан-Үүр сум، [Cagaan-Üür sum]؛ ᠴᠠᠭᠠᠨ ᠡᠭᠦᠷ ᠰᠤᠮᠤ، [čaɣan egür sumu]) یک شهرستان (سُوم) در مغولستان است که در استان خوفسگول واقع شده‌است.

## تقسیمات اداری
شهرستان چاغان‌اُور متشکل از ۴ قصبه (باغ) می‌باشد، شامل:
- اُور (مغولی: Үүр баг، [Üür bag]؛ ᠡᠭᠦᠷ ᠪᠠᠭ، [egür baɣ])
- اویالغان (مغولی: Уялган баг، [Ujalgan bag]؛ ᠤᠶᠠᠯᠭᠠᠨ ᠪᠠᠭ، [uyalɣan baɣ])
- بولغان (مغولی: Булган баг، [Bulgan bag]؛ ᠪᠤᠯᠠᠭᠠᠨ ᠪᠠᠭ، [bulaɣan baɣ])
- دارخینت (مغولی: Дархинт баг، [Darxint bag]؛ ᠳᠠᠷᠬᠠᠨᠲᠤ ᠪᠠᠭ، [darqantu baɣ])